# Tipula (Eumicrotipula) quadrisetosa
Tipula (Eumicrotipula) quadrisetosa is een tweevleugelige uit de familie langpootmuggen (Tipulidae). De soort komt voor in het Neotropisch gebied.